# Paurophlebia obscura
Paurophlebia obscura är en fjärilsart som beskrevs av Paul Dognin 1911. Paurophlebia obscura ingår i släktet Paurophlebia och familjen Uraniidae. Inga underarter finns listade i Catalogue of Life.